# Arkivalier
Arkivalier er medier, der indeholder informationer, som er opsamlet i forbindelse med en offentlig myndigheds virksomhed eller oparbejdet i en offentlig eller privat institution af enhver art. Det kan altså række lige fra et ministerium til en forening eller butik.
Arkivalier kan have form af fotografier, grammofonplader, folketællinger, kort, lyd- og videobånd, kirkebøger, lægsruller, mikrofilm, optiske og elektroniske diske (f.eks. cd-rom, harddisk, diskette, dvd), papir, planer, skifteprotokoller og tegninger.